# Melcior Ferrer Dalmau
Melcior Ferrer Dalmau   (Mataró, 27 de novembre de 1888 - València, 4 de juny de 1965) va ser un escriptor, periodista i historiador català que va militar activament en el carlisme.
Durant la Primera Guerra Mundial es va allistar voluntari en l'Exèrcit francès, combatent durant dos anys en què va ser ferit tres vegades.
Va destacar per la seva activitat en la premsa carlina. El 1919, tot i l'oposició de Pascual Comín, seria cridat pel pretendent carlí Jaume III per dirigir a Madrid El Correo Español, el principal diari del carlisme. També va ser membre de la redacció d'El Correo Catalán. Posteriorment va dirigir El Eco de Jaén i La Unión (Sevilla).
La seva obra més important va ser la Historia del Tradicionalismo Español, que consta de trenta toms, publicats entre 1941 i 1979 per una editorial vinculada a la família de Manuel Fal Conde.
L'1 de març de 1964, amb motiu d'una reunió del Consell Nacional de la Comunió Tradicionalista històrica, el pretendent carlí Xavier de Borbó i Parma li va concedir a Ferrer la Creu de la Legitimitat Proscripta.

## Obres
- Síntesis del programa de la Comunión Tradicionalista Española (Santander, 1931)
- Observaciones de un viejo carlista a unas cartas del Conde de Rodezno (Madrid, 1946)
- La Legitimidad y los legitimistas. Observaciones de un viejo carlista sobre las pretensiones de un Príncipe al Trono de España (Madrid, 1948)
- Documentos de don Alfonso Carlos de Borbón y Austria-Este (Madrid, 1950)
- Antología de los documentos reales de la Dinastía Carlista (Madrid, 1951)
- Escritos políticos de Carlos VII (Madrid 1957)
- Breve historia del legitimismo español (Madrid, 1958)
- Historia del tradicionalismo español (30 toms; Sevilla, 1941-1979)